# Claude Charles Estivant
Claude Charles Estivant est un homme politique français né le 26 avril 1764 à Mirecourt (Vosges) et décédé le 27 février 1839 à Nancy (Meurthe-et-Moselle).

## Biographie
Avocat, il est ensuite président du tribunal de Mirecourt. Conseiller général, il devient conseiller à la cour impériale de Nancy en 1811, puis président du tribunal civil de Saint-Mihiel en 1816. Il est député des Vosges en 1815, lors des Cent-Jours.